# 빅토르 위그
장-밥티스테 빅토르 위그, 종종 휴즈라고도 발음함, (1762년 7월 20일 마르세유 출생 - 1826년 8월 12일 카옌 사망)는 프랑스 혁명동안 프랑스 정치가이자 식민지 행정가였으며 1794년에서 1798년까지 과들루프를 통치했고, 국민공회의 협약에 따라 섬의 노예들을 해방시킨 인물이다.

## 유년기와 임명
장-밥티스테 빅토르 위고는 마르세유 부르주아 가문의 부유한 집안에서 태어났으며, 판매원인 장 프랑수아 위고 (Jean-François Hugues, 1725년–1789년)와 생테티엔의 비단 상인 가문 출신의 캐서린 포드린 (1729년–1822년)의 아들로 태어났다.
위고 가족은 1780년대 초반 생도맹그에 식민지 개척자로 정착했으나, 아이티 혁명으로 인해 프랑스로 돌아가야만 했다. 그 후 그는 지역 자코뱅파의 지원을 받아 라로셸 공안위원회의 대리인으로 임명되었다. 위고는 그 이후 과들루프의 총독으로 임명되었으며, 1794년 2월에 모든 프랑스 영토에서 노예 제도의 종식을 선언한 해방 법령을 적용하라는 명령을 받았다.

## 영국 및 미국과의 갈등
과들루프를 대표한 화이트홀 협정이 서명된 후, 한 영국 기동대가 1794년 4월 섬을 점령했다. 농장주와 다른 프랑스 왕실 주의자들이 프랑스 혁명, 그 중 노예제 폐지에 대해 거부하는 수단으로 영국과 화이트 홀 협정에 서명했기 때문이다. 위고가 1794년 5월 21일 과들루프에 하선했을 때 그는 1,150명의 작은 병력만을 가진 상태였다. 그는 즉시 노예 제도의 종식을 선언했고 노예와 자유 유색인들을 모았다. 5일만에 그는 수도인 푸앵타피트르를 점령했다. 위고는 1794년 10월 6일에 800명의 프랑스 이민자와 900명의 흑인 군인으로 구성된 바빌레의 그의 캠프에서 영국 장군에게 항복할 것을 강요하면서 섬을 다시 탈환 할 수 있었다. 그는 1796년에 앵귈라를 점령하려고 시도했으나 실패했다.

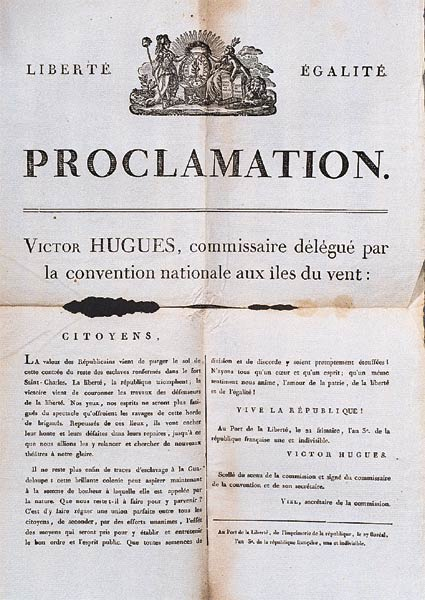
빅토르 위고, 노예 제도 폐지 선언

노예 제도는 폐지되었으나 여전히 무급 의무 제도를 유지하고 있었다. 그는 군대를 재편하여 많은 수의 자유 아프리카인을 그의 군대가 약 1만 명에 다다를 때까지 모집하는 데에 성공한다. 아프리카와 유럽 출신의 병사들은 인종 차별없이 같은 부대에 통합되었다.
그는 프랑스로 소환되기 전에 4년 동안 통치했고 에드메 디스푸네스 장군으로 대체되었다. 그 기간 동안, 그는 프랑스에서 가져온 단두대를 사용하여 반혁명분자들의 섬을 숙청했고, 섬의 농장과 대농장이 여전히 기능하는 실행 가능한 노예제도 이후의 정권을 만들기 위해 일했다.
위그는 카리브해를 통해 운반하는 선박을 공격 할 수 있도록 권한을 부여한 것으로 가장 잘 알려져 있으며, 이는 섬에 막대한 부를 가져 왔지만 프랑스와 미국 간의 긴장 (미국 역사상 유사 전쟁 이라고 알려짐) 상태를 조성하기도 했다.
백인, 물라토 및 해방된 노예들로 구성된 군대와 함께 위그는 도미니카, 세인트마틴, 그레나다, 세인트 빈센트 및 세인트 루시아를 포함한 이웃 섬에 혁명을 전해주기 위해 노력했다. 1795년 4월 18일, 그는 600명의 군인과 함께 세인트 루시아에 상륙했다. 그들은 250명의 지역 백인 공화당원들과 300명의 흑인 공화당원들에게 합류했으며, 그들 대부분은 스파이크를 들고 있었지만 일부는 지역 수비대에서 포획한 머스킷을 들고 있었다. 캐스트리스에서 온 영국인은 비유 포트에 천명 이상의 병력을 상륙하여 수프리에르까지 육로로 진군했다. 그들은 4월 22일 폰드 도스와 라봇에서 공격했다. 그러나 격전 후 영국군은 강제로 캐스트리스로 철수했다. 그들은 결국 6월 19일에 패하고 섬에서 철수했다. 왕실주의 프랑스 농장주들은 그들과 함께 도망쳤고 노예들은 위고에 의해 해방되었다.

## 기아나
1799년, 위그는 프랑스 영사관에 의해 프랑스령 기아나로 파견되었으며, 그곳에서 그는 자유 노동제를 법제화했고 노예제도 그 자체를 담당했다. 그는 제1제국 시절까지 행정관으로 남아있었으나, 1809년 1월 14일 HMS <i id="mwVw">Confiance의</i> 예오 대위 휘하의 영국-포르투갈 군대가 프랑스의 손에서 식민지를 재탈환하면서 쫓겨났다.
돌아오자마자 그는 적과의 반역 및 음모죄로 기소되었다. 1814년 무죄 판결을 받은 그는 1817년 기아나로 돌아와 총독을 역임한 후 민간인으로 머물렀다.
쿠바의 작가 알레호 카르펜티에르는 1962년에 출판된 그의 호평받는 소설 "El Siglo de las Luces"(대성당에서의 폭발)에서 위그를 주인공으로 내세웠다.
미국 작가 제임스 A. 미체너는 자신의 역사 소설인 카리브해에서 과들루프에서 보낸 위그의 시기에 대한 설명을 포함한다. '크리올'이라는 제목의 장에서 미케너는 이 사람에 대한 역사적 사실들을 모두 포함하고 있으며, 그를 몇 가지 허구의 상황과 음모에 처하게 했다. 카리브해는 1989년에 출판되었다.